# Kivisaari (ö i Finland, Södra Savolax, Nyslott, lat 61,67, long 28,40)
Kivisaari är en ö i Finland. Den ligger i sjön Kulkemus och i kommunen Sulkava i den ekonomiska regionen  Nyslotts ekonomiska region  och landskapet Södra Savolax, i den södra delen av landet, 250 km nordost om huvudstaden Helsingfors. Öns area är 1,5 hektar och dess största längd är 340 meter i nord-sydlig riktning.